# Кассіна де Пом
Парк Кассіна де Пом розташований у Мілані між вул. Мелькіорре Джоя та вул. Джан Франко Дзуретті, на лівому березі каналу Мартезана, на території колишньої свічкової фабрики Бономі. Тут проходить невеликий канал — частина старої зрошувальної системи, що живила три млини. Є поле для бочче. Види дерев, які можна зустріти в парку — робінія, алича, чорна тополя, липа серцелиста, айлант, граб, вишня, червоний дуб, чорний горіх, тополя пірамідальна, клен.

## Історія
Від знесеної фабрики залишився периметральний мур, а з часів Др. світової —  старий бункер. Про Міст Леонардо, що розташований у парку, багато було написано і сказано; його навіть ототожнюють з мостом, по якому проходив Ренцо, персонаж твору Мандзоні "Заручені", по дорозі до Мілану.
Цей пішохідний залізний міст з'єднував фабрику з протилежним берегом мартезанського каналу. Міст тоді називали el pont di pan fis, тобто міст тих, хто мав постійний дохід, гарантований щоденний "кусень хліба".

## Галерея

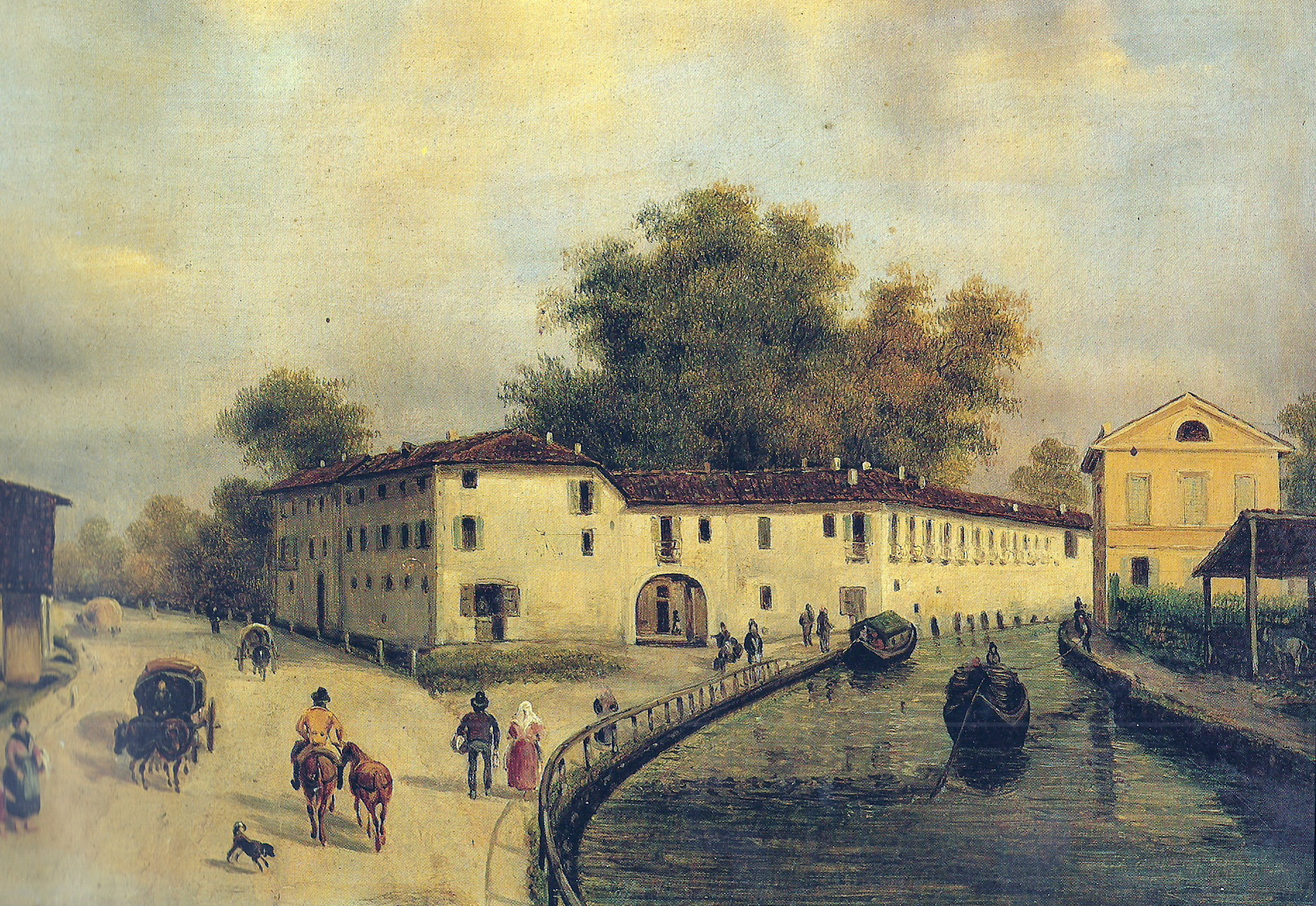
Вид парку, поч. XIX ст.
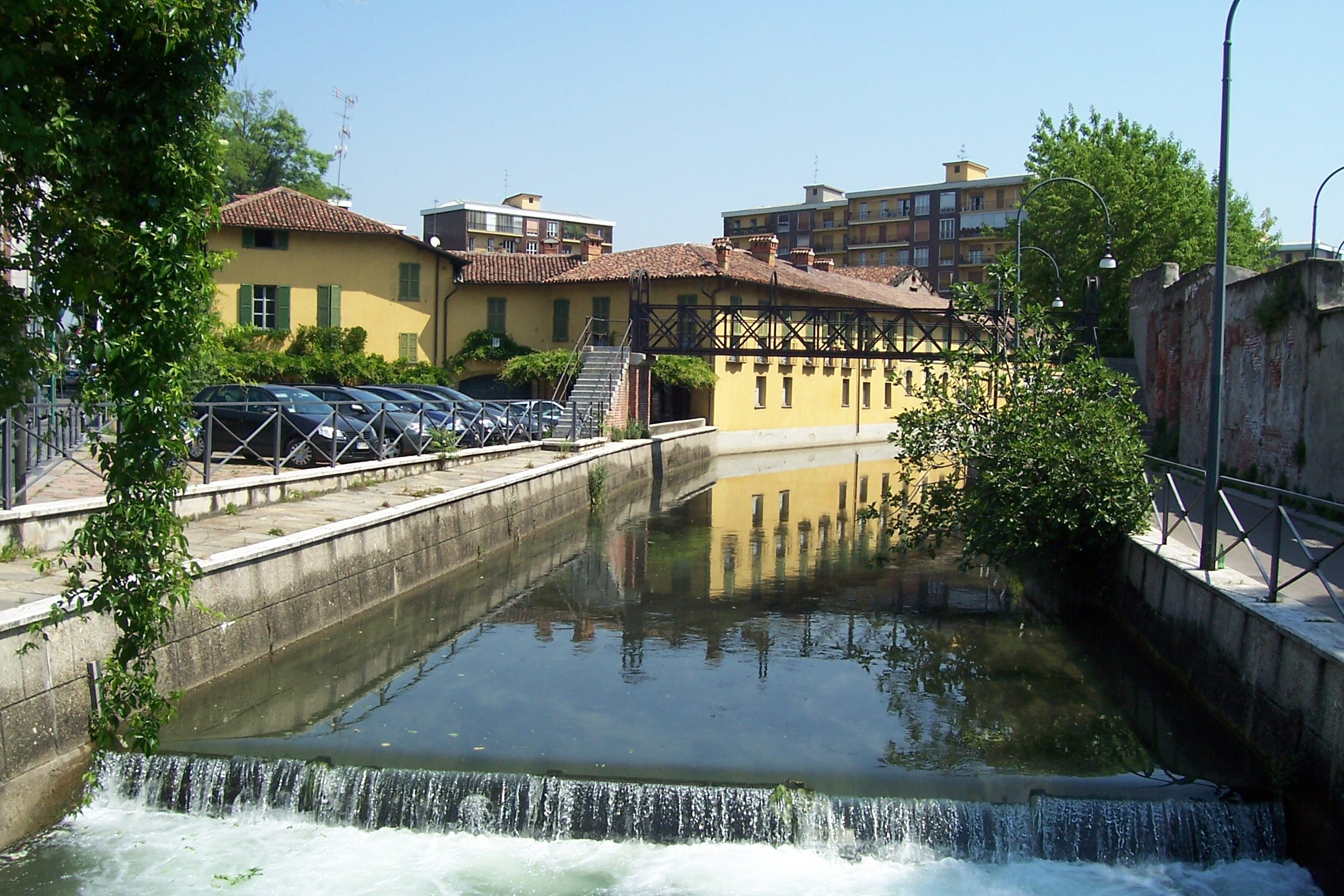
Мілан, міст через канал Мартезана, парк Cassina de' Pomm
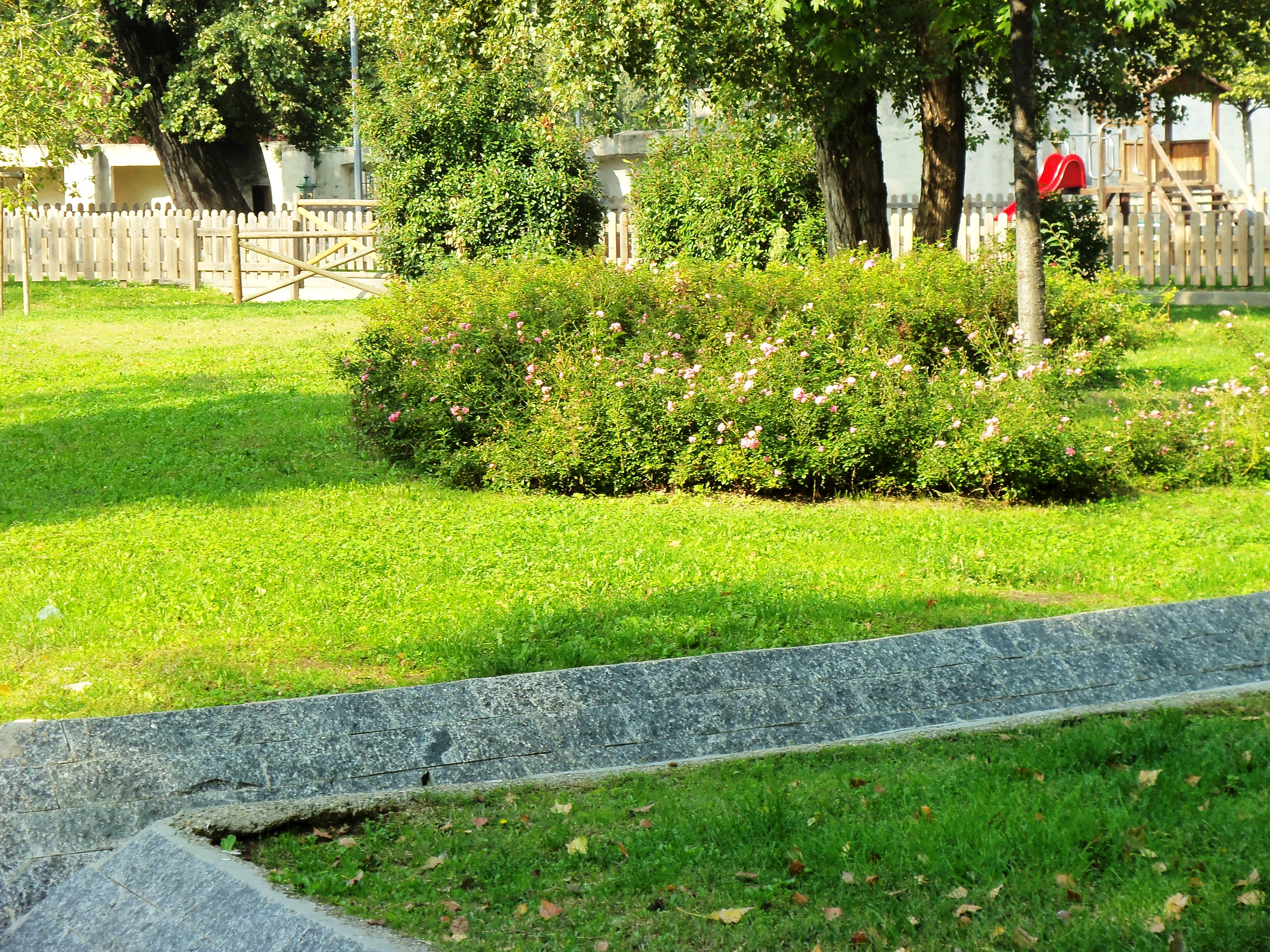
Невеличкий кам'яний канал
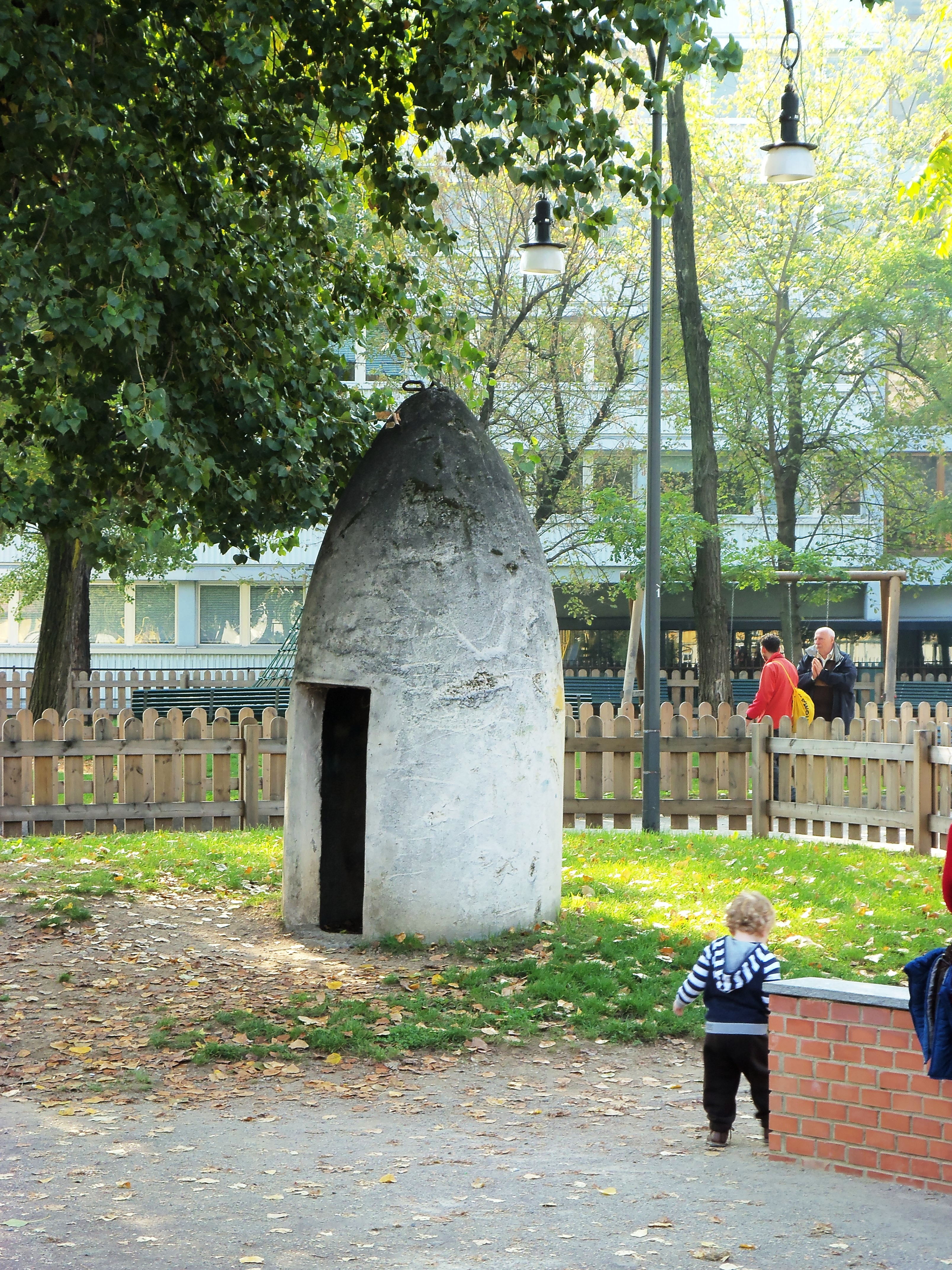
Бункер часів Другої світової війни

## Лінки
- оф. сайт комуни Мілану [Архівовано 1 квітня 2015 у Wayback Machine.]
- Corriere della Sera [Архівовано 22 жовтня 2015 у Wayback Machine.]
- фото на Флікр